# 128882 Jennydebenedetti
128882 Jennydebenedetti este o planetă minoră (asteroid), cu un diametru de 2,359 km, din centura de asteroizi. A fost descoperită pe 22 septembrie 2004 la Goodricke-Pigott Observatory⁠(d) de Roy A. Tucker⁠(d). 
Obiectul prezintă o orbită caracterizată de o semiaxă mare de 2,3124497327666 UAi, o excentricitate de 0,18278237142138, o înclinație de 3,9332616574548 ° în raport cu ecliptica.